# Spanish Fork (Utah)
Pour les articles homonymes, voir Spanish Fork.
Spanish Fork est une municipalité américaine située dans le comté d'Utah en Utah. Lors du recensement de 2010, sa population est de 34 691 habitants.

## Géographie
La municipalité s'étend sur 15,39 milles carrés (39,86 km2).

## Histoire
En 1855, la législature territoriale de l'Utah accorde une charte à la ville de Spanish Fork, qui finit par englober la ville voisine de Palmyra. Spanish Fork est considérée comme la première colonie islandaise des États-Unis, des colons islandais s'y étant implantés dès 1855.

## Démographie
La population de Spanish Fork est estimée à 39 443 habitants au 1er juillet 2017.
| Groupe                                  | Eagle Mountain (2016) | Utah (2017) | États-Unis (2017) |
| --------------------------------------- | --------------------- | ----------- | ----------------- |
| Blancs                                  | 94,0                  | 90,9        | 76,6              |
| Métis                                   | 2,1                   | 2,5         | 2,7               |
| Hawaïens et autres peuples du Pacifique | 1,0                   | 1,0         | 0,2               |
| Amérindiens                             | 0,6                   | 1,5         | 1,3               |
| Afro-Américains                         | 0,3                   | 1,4         | 13,4              |
| Asiatiques                              | 0,3                   | 2,6         | 5,8               |
|                                         |                       |             |                   |
| Hispaniques et Latino-Américains        | 11,0                  | 7,0         | 18,1              |

Le revenu par habitant était en moyenne de 20 632 dollars par an entre 2012 et 2016, en-dessous de la moyenne de l'Utah (25 600 dollars) et de la moyenne nationale (29 829 dollars), malgré un revenu médian par foyer supérieur. Sur cette même période, 7,5 % des habitants de Spanish Fork vivaient sous le seuil de pauvreté (contre 10,2 % dans l'État et 12,7 % à l'échelle des États-Unis).